# SN 1954L
SN 1954L – supernowa odkryta 10 lutego 1954 roku w galaktyce A110106+1220[niewiarygodne źródło?]. W momencie odkrycia miała maksymalną jasność 19,30m.